# Файзуллинське
Файзулли́нське (рос. Файзуллинское, башк. Фәйзулла) — присілок у складі Благовіщенського району Башкортостану, Росія. Входить до складу Ільїно-Полянської сільської ради.
Населення — 13 осіб (2010; 21 в 2002).
Національний склад:
- башкири — 81 %